# Tsinilla
Tsinilla là một chi bướm đêm thuộc phân họ Olethreutinae, họ Tortricidae Tortricidae.

## Các loài
- Tsinilla lineana (Fernald, 1901)